# Tlatelolco (metropolitana di Città del Messico)
Tlatelolco è una stazione situata sulla linea 3 della metropolitana di Città del Messico. È stata inaugurata il 20 novembre 1970.